# ZO-San Record
ZO-San Recordは、ソウル・フラワー・ユニオンの伊丹英子が、自ら気に入ったアーティストの作品をリリースするために立ち上げたレーベルである。現在、以下の作品がリリースされている。
- ライヴ・フロム・ザ・パワーハウス／モザイク（2004年9月24日）
- チェンジング・トレインズ 〜列車に乗り換えて〜／モザイク（2008年3月5日）
- ドリーミング・ジュゴンズ・オブ・ヘノコ／ドーナル・ラニー×梅津和時×近藤ヒロミ（2008年3月20日）